# Elezioni generali in Lesotho del 2017
Le elezioni generali in Lesotho del 2017 si tennero il 3 giugno per il rinnovo dell'Assemblea nazionale.

## Risultati
| Liste                                   | Voti    | %     | Seggi |
| --------------------------------------- | ------- | ----- | ----- |
| Convenzione di Tutti i Basotho          | 235 729 | 40,52 | 48    |
| Congresso Democratico                   | 150 172 | 25,82 | 30    |
| Congresso del Lesotho per la Democrazia | 52 052  | 8,95  | 11    |
| Alleanza dei Democratici                | 42 686  | 7,34  | 9     |
| Movimento per il Cambiamento Economico  | 29 420  | 5,06  | 6     |
| Partito Nazionale dei Basotho           | 23 541  | 4,05  | 5     |
| Fronte Popolare per la Democrazia       | 13 200  | 2,27  | 3     |
| Partito Indipendente Nazionale          | 6 375   | 1,10  | 1     |
| Congresso Riformato del Lesotho         | 4 037   | 0,69  | 1     |
| Partito del Congresso del Basutoland    | 3 458   | 0,59  | 1     |
| Partito Democratico del Lesotho         | 2 801   | 0,48  | 1     |
| Partito della Libertà Marematlou        | 2 761   | 0,47  | 1     |
| Altri                                   | 15 460  | 2,66  | –     |
| Totale                                  | 581 692 | 100   | 120   |